# Obleganje Nikeje
Obleganje Nikeje v prvi križarski vojni je trajalo od 14. maja  do 19. junija 1097.

## Zgodovinsko ozadje
Nikeja je bilo mesto na vzhodni obali jezera Ascanius (današnji İznik ob istoimenskem jezeru v zahodni Mali Aziji) in je bilo bizantinska posest vse do leta 1077, ko so jo zavzeli Turki Seldžuki in iz nje naredili prestolnico  Rümskega sultanata.
Prvi val križarjev iz tako imenovanega »pohoda siromakov« je prišel pred Nikejo že leta 1096. Križarji so oplenili okolico mesta, potem pa so jih Turki z lahkoto pokončali. Sultan Kılıç Arslan I. je zato menil, da drugi val križarjev Nikeje ne more ogroziti. Počutil se je tako varno, da je v mestu pustil svojo družino in se odpravil proti vzhodu v vojno proti Danišmendom.

## Obleganje
Križarji so zapustili Bizanc konec aprila 1097. V Nikejo so 6. maja prvi prišli Godfrej Bouillonski, Bohemond Tarantski, Bohemondov nečak Tankred, Rajmond IV. Touluški in Robert II. Flandrijski ter Peter Puščavnik in nekaj preživelih iz prvega vala križarjev. Spremljala jih je majhna bizantinska vojska pod poveljstvom Manuela Butumita. Pestilo jih je veliko pomanjkanje hrane, s katero so se z velikimi težavami oskrbovali po kopnem in po morju. Obleganje mesta z mogočnim obzidjem in dvesto obrambnimi stolpi se je začelo 14. maja 1096. 
Križarji so svojo vojsko razporedili ne več mestih pod obzidjem: Bohemond je utaboril na severu, Godfrej na vzhodu, Rajmond in Ademar iz Puya pa na jugu.

## Kılıç Arslanov poraz
16. maja so turški branilci mesta napadli križarje in doživeli poraz, v katerem so izgubili kakšnih 200 mož. Nikejci so o napadu obvestili Kılıç Arslana in ga prosili, naj se z vojsko čim prej vrne. Predhodnica njegove vojske je naletela na vojsko Rajmonda Touluškega in Roberta Flandrijskega in 20. in 21. maja doživela težak poraz.  Borba je trajala dolgo v noč. Izgube so bile na obeh straneh velike in sultanova vojska se je morala umakniti.
Drugi val križarske vojske je prišel pod Nikejo konec maja, Robert Curthose, ki ga je spremljal Ralf Guaderski, in Štefan Bloiški pa so prišli šele na začetku junija. Medtem sta Rajmond in Ademar iz Puya dala zgraditi velik oblegovalni stolp. Stolp so prikotalili do obrambnega stolpa Gonatas, da bi tja zvabili branilce, in ga začeli spodkopavati. Obrambni stolp so sicer poškodovali, večjega uspeha pa niso dosegli.

## Prihod Bizantincev
Bizantinski cesar Aleksej I. Komnen se ni hotel pridružiti križarski vojski, ampak je s svojo vojsko korakal tik za njimi in se utaboril v bližini Pelekanuma. 17. junija so iz tabora do jezera Askanius privlekli čolne in z njimi blokirali oskrbo Nikeje preko jezera. Čolnom je poveljeval Manuel Butumit, general Tatikij pa mu je na pomoč poslal še dva tisoč pešcev. Butumit je imel cesarjevo navodilo, naj se s Turki pogaja in doseže njihovo vdajo ne da bi za to vedeli križarji, Tatikij pa je imel navodilo, naj se pridruži križarjem v neposrednem napadu na mesto. 19. junija je Butumit navidezno srdito napadel mesto in ga osvojil, v resnici pa so se Turki sami vdali. 
Ko so križarji odkrili prevaro, so bili zelo ogorčeni, saj so v osvojenem mestu pričakovali bogat plen. Cesar je Butumita razglasil za poveljnika mesta, on pa je križarjem prepovedal vstop v mesto v skupinah, večjih od deset. Butumit je nato iz mesta izgnal vse turške generale, ker se nanje ni zanesel, Kılıç Arslanovo družino pa so odpeljali v Bizanc in jo še istega leta izpustili brez odkupnine. 
Aleksej je dal križarjem denar, konje in nekaj daril, vendar s tem niso bili zadovoljni, ker so v mestu pričakovali mnogo večji plen. Butumit je pred njihovim odhodom vse križarje, ki tega niso storili že v Bizancu, prisilil, da so prisegli zvestobo bizantinskemu cesarju. Med njimi je bil tudi Tankred, ki je v Bizancu prisego zavrnil. 

## Posledice
Križarji so odšli izpred Nikeje 26. junija 1097 v dveh skupinah: v predhodnici so bili  Bohemond, Tankred, Robert Flandrijski in Tatikij, za njimi pa Godfrej in Baldvin Boulonjski, Štefan Bloiški in Hugo Vermandoiški. Taticijeva naloga je bila zagotoviti, da bodo križarji vsa osvojena mesta resnično vrnili Bizantinskemu cesarstvu. 
Morala križarjev je bila visoka in Štefan Bloiški je pisal svoji ženi Adeli, da bodo prišli v Jeruzalem predvidoma v petih tednih. 1. julija 1097 so pri Dorileumu še drugič porazili Kılıç Arslanovo vojsko in oktobra prišli do Antiohije. Sanje o pet tedenskem pohodu v Jeruzalem so se podaljšale na dve leti.